# Odinotjnoje plavanije
Odinotjnoje plavanije (russisk: Одиночное плавание) er en sovjetisk spillefilm fra 1985 af Mikhail Tumanisjvili.

## Medvirkende
- Mikhail Nozjkin som Sjatokhin
- Aleksandr Fatjusjin som Aleksandr Kruglov
- Sergej Nasibov som Sergej Danilov
- Nartaj Begalin som Parsjin